# Бородін Павло Дмитрович
Павло Дмитрович Бородін (нар. 30 червня 1911, місто Орел, тепер Орловської області, Російська Федерація — 11 березня 1998, місто Москва) — радянський державний діяч, директор Московського автомобільного заводу імені Лихачова, генеральний директор Московського виробничого об'єднання «ЗІЛ». Член ЦК КПРС у 1966—1986 роках. Депутат Верховної Ради СРСР 8—10-го скликань. Герой Соціалістичної Праці (30.07.1966).

## Життєпис
З 1929 року — чорнороб, формувальник, нормувальник заводу. 
Член ВКП(б) з 1932 року.
У 1934—1939 роках — студент Московського автодорожнього інституту. Одночасно у 1938—1939 роках — секретар партійного бюро Московського автодорожнього інституту.
У 1939—1947 роках — в апараті ЦК ВКП(б).
У 1947—1950 роках — заступник міністра автомобільної і тракторної промисловості СРСР.
У 1950—1954 роках — директор низки заводів. У 1954—1955 роках — в апараті Міністерства автотракторного і сільськогосподарського машинобудування СРСР.
У 1955—1957 роках — заступник міністра тракторного і сільськогосподарського машинобудування СРСР.
У 1957—1959 роках — 1-й заступник голови Ради народного господарства (раднаргоспу) Московського міського економічного адміністративного району. 
У 1959—1963 роках — заступник голови Державного комітету із автоматизації та машинобудування при Держплані СРСР.
У березні 1963 — липні 1971 року — директор Московського автомобільного заводу імені І.О. Лихачова (ЗІЛ).
Указом Президії Верховної Ради СРСР від 30 липня 1966 року за особливі заслуги у виконанні завдань семирічного плану, досягнення високих виробничих показників і в зв'язку з 50-річчям від дня заснування заводу Бородіну Павлу Дмитровичу присвоєно звання Героя Соціалістичної Праці з врученням ордена Леніна і золотої медалі «Серп і молот».
У липні 1971 — 1982 року — генеральний директор Московського виробничого об'єднання із виробництва автомобілів «Завод імені Лихачова (ЗІЛ)».
З 1982 року — персональний пенсіонер союзного значення в місті Москві. З 1987 року — перший голова Московської міської ради ветеранів війни і праці.
У 1990-х роках — експерт-консультант Акціонерного московського товариства «Завод імені І. О. Лихачова» (АМО ЗІЛ).
Помер 11 березня 1998 року. Похований в Москві на Троєкуровському цвинтарі.

## Нагороди і звання
- Герой Соціалістичної Праці (30.07.1966)
- чотири ордени Леніна (30.07.1966; 5.04.1971; 27.04.1976; 16.01.1981)
- орден Вітчизняної війни ІІ ст. (6.11.1945)
- орден Червоної Зірки (30.04.1945)
- орден «Знак Пошани» (18.09.1943)
- орден «За заслуги перед Вітчизною» IV ст. (Російська Федерація) (1996)
- медалі
- двічі Державна премія СРСР (1971, 1981)